# Jože Potrebuješ
Jože Potrebuješ, slovenski glasbenik in skladatelj, 20. januar 1968, Ljubljana
Potrebuješ je eden od ustanovnih članov skupine Čuki, v skupini igra še danes. Je avtor velika števila pesmi, ki jih izvajajo Čuki in drugi izvajalci. Večina od njih je že ponarodelih. Je tudi avtor več televizijskih oddaj (Ribič Pepe, Raketa pod kozolcem, Na zdravje!, Popolna poroka, Raketa, ...).
Je poročen in oče dveh hčera.